# Draco Malfoy
Draco Malfoy är en fiktiv karaktär i J.K. Rowlings Harry Potter-serier. Han är elev på Hogwarts där han tillhör Slytherins elevhem och går i samma klass som Harry Potter. Malfoy karakteriseras som en mobbare som lurar och sårar människor för att få som han vill; trots detta är han en listig användare av magi. Han skådespelas av Tom Felton i Harry Potter-filmserien, samt av Lox Pratt i den kommande TV-serien på HBO.

## Karaktärsutveckling
Malfoy är baserad på mobbare som J.K. Rowling stötte på under sin skoltid. Harry Potter möter Malfoys snobbiga trångsynthet efter deras första möte hos Madam Malkins. Rowling använder Malfoy för att introducera teman om intolerans och trångsynthet i en miljö där människor ofta bedöms enbart efter sin blodslinje snarare än sin goda karaktär eller prestationer. Malfoy, som håller fast vid sin familjs övertygelse, tycker att mugglarfödda häxor och trollkarlar borde nekas magisk utbildning. Potters första intryck av att trollkarlsgemenskapen är ett "magiskt underland" krossas omedelbart. Rowling säger, "Harry fick reda på att många makthavare i trollkarlsvärlden är lika korrupta och otäcka som de är i vår värld." Malfoy hette ursprungligen "Draco Spungen" i den första utgivaren till De vises sten.
Många av Dracos släktingar på hans mors sida av familjen (de svarta) är uppkallade efter stjärnor eller konstellationer (exempelvis: Sirius Black, Regulus Black, Andromeda Black Tonks, Bellatrix Black Lestrange, Cygnus Black, Orion Black). En annan konstellation är Draco (draken). Malfoy döpte så småningom sin son till ännu en konstellation, Scorpius.